# 北仑河

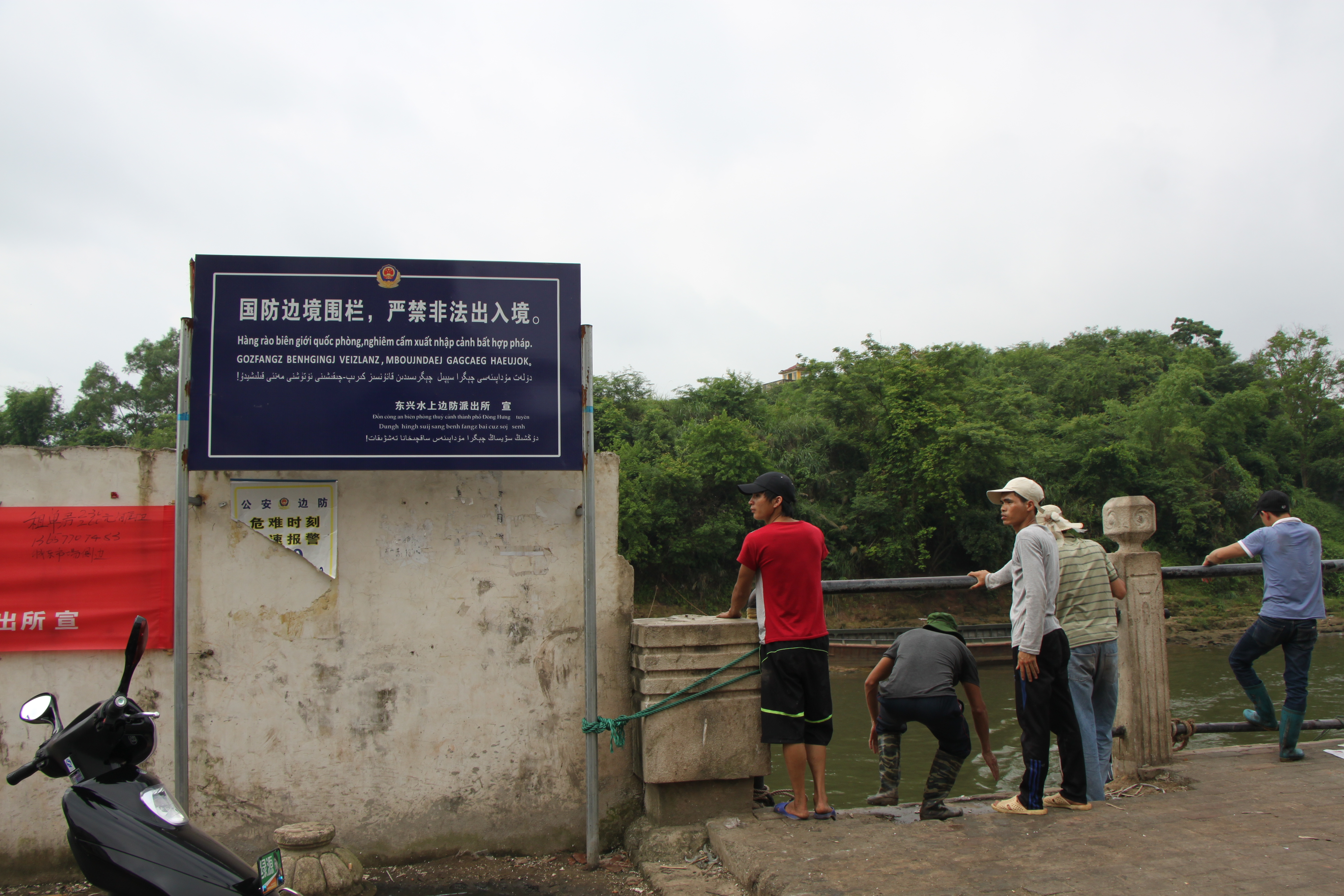
位于北仑河中方一侧的警示标语。

北仑河，越南語稱加隆河是中国和越南边境东段上的一条界河，上游称江口河（又名八庄河），发源于中国广西壮族自治区防城港市防城区西部峒中镇以北与宁明县交界处的十万大山捕龙山东侧，东流至板八村（原板八乡）后转东北流，于防城区那良镇北仑村左纳黄关河后转南流，始称“北仑河”，至那良镇大河村转东南流，成为中越两国界河。干流东南流至东兴市区分为两支，南支为主流，入越南境内；东支为分流，仍为中越界河，长9千米。干流河长98千米，比降2.53‰，流域面积1187平方千米（在中国境内流域面积830平方千米）。年均径流量16.67亿立方米。